# 赤間駅
赤間駅（あかまえき）は、福岡県宗像市赤間駅前一丁目にある、九州旅客鉄道（JR九州）鹿児島本線の駅である。駅番号はJA14。小倉駅と博多駅のほぼ中間に位置する。
1961年（昭和36年）6月1日に門司港駅 - 久留米駅間が電化して速度向上が図られると、団地の造成などと相俟って福岡市及び北九州市に通う通勤・通学する居住者が増え、当駅周辺はベッドタウン化が進んだ。

## 歴史

### 年表
- 1890年（明治23年）
  - 9月28日：九州鉄道（初代）博多駅 - 当駅間の開通に伴い、開業[1][注釈 1]。
  - 9月20日：九州鉄道（初代）当駅 - 遠賀川駅間が開通[1][注釈 2]。
- 1907年（明治40年）7月1日：九州鉄道が国有化[1][5]。官設鉄道に移管。
- 1909年（明治42年）11月5日：城山トンネル開通に伴い、勾配緩和を図った遠賀川駅 - 当駅間の現行ルートが開通し、新線に切り替え[1][注釈 3]。
- 1910年（明治43年）11月3日：城山トンネルが複線化[3]。
- 1913年（大正2年）4月1日：福間駅 - 当駅間に東郷駅を開設[1]。
- 1921年（大正10年）12月1日：博多駅 - 当駅間が複線化[3]。
- 1961年（昭和36年）6月1日：門司港駅 - 久留米駅間が電化[3]。
- 1974年（昭和49年）7月1日：貨物取扱廃止[6]。
- 1982年（昭和57年）
  - 10月8日：橋上駅舎に改築し、使用を開始[7]。
  - 10月18日：橋上駅舎の改築落成式を挙行[7]。
- 1985年（昭和60年）3月14日：荷物扱い廃止[6]。
- 1987年（昭和62年）
  - 2月5日：みどりの窓口開設[8]。
  - 4月1日：国鉄分割民営化に伴い、九州旅客鉄道（JR九州）の駅となる[9]。
- 2000年（平成12年）3月11日：自動改札機を設置し、供用開始[10]。
- 2004年（平成16年）
  - 3月13日：構内に引き上げ線を設置し[11]、福岡都市圏の東の終着駅化し赤間 - 荒木間の普通列車が毎時1本運行開始。
  - 時期不明：南口駅前広場完成[2]。
- 2009年（平成21年）
  - 2月25日：北口駅前広場と自由通路などが完成し、供用開始[12]。
  - 3月1日：ICカード「SUGOCA」の利用が可能となる[13]。
- 2012年（平成24年）2月：赤間駅北口土地区画整理事業の完成[14]。

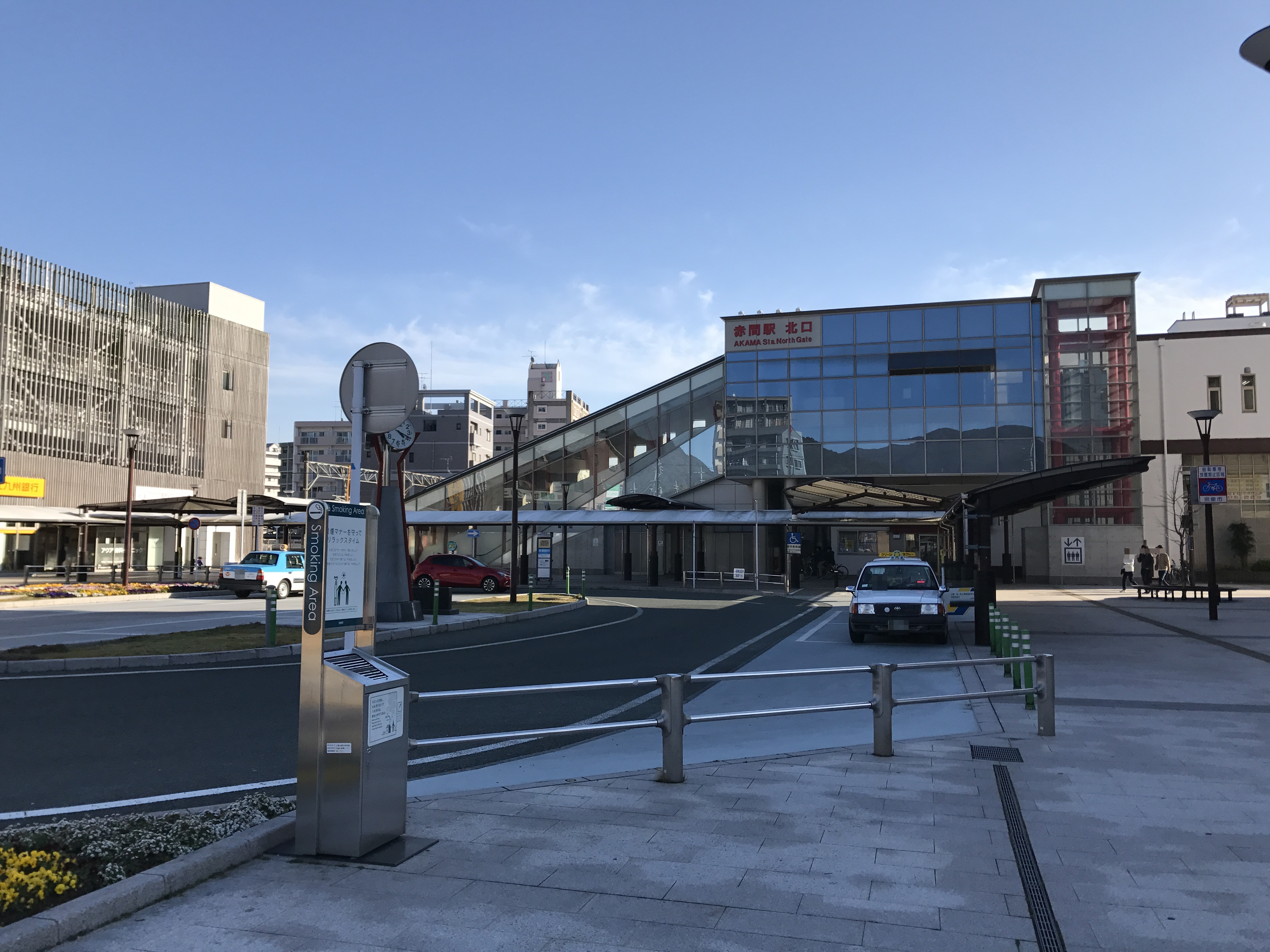
北口（2017年7月）

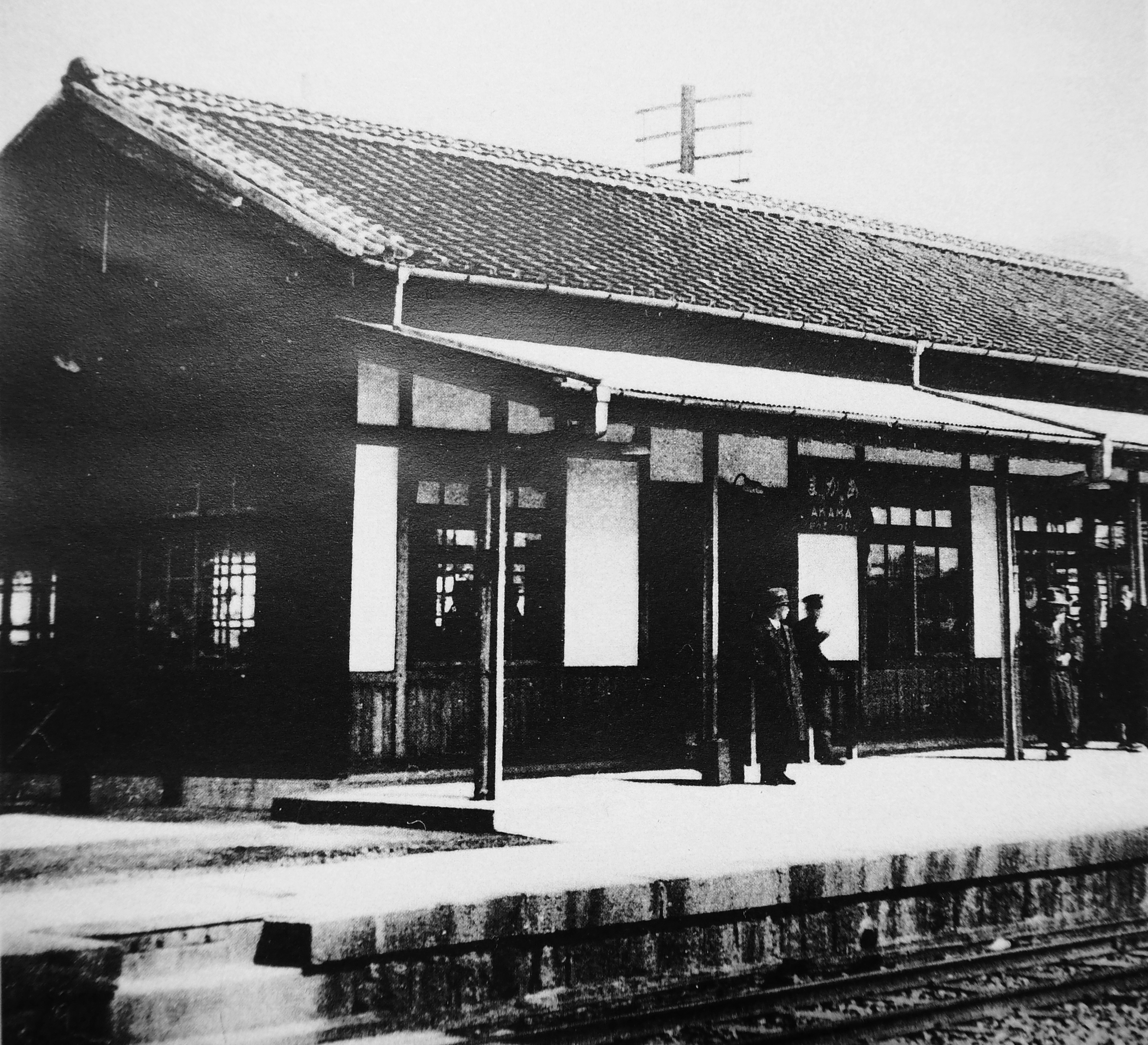
1939年の赤間駅

### 駅名の由来
開業時の地名（宗像郡赤間町）が由来。
古代から宗像氏が領有した地で、古くから宿場町（赤間宿）として栄えた。

## 駅構造
1982年（昭和57年）に橋上駅舎となり、2004年（平成16年）に南口駅前広場が完成し、2009年（平成21年）2月25日に北口駅前広場と自由通路などが完成して供用開始となった。2009年（平成21年）に完成した自由通路南北線は北口と南口の双方に上りエスカレーターとエレベーターがあるガラス張りの通路で、長さが約110mあり、多目的トイレなども併設されている。
島式ホーム2面4線を有する地上駅である。改札口は中央に1ヶ所。駅舎内にはコンビニがある。かつては国鉄型の2面3線の配線であったが、その後北側に新たにホームを新設、1982年の橋上駅舎化に伴い旧1番線側ホームを島式化して新1番線の設置及び旧1～3番線を2～4番線に移設し、旧4番線は使用されなくなった。2025年現在旧4番線は線路が撤去されているが、ホーム遺構は残存している。
直営駅で、みどりの窓口・自動改札機・自動精算機が設置されている。トイレは改札内に1つ（改札口より入場して右手）、南口と北口の階段下に1ヶ所ずつ設置されている。

### のりば
| のりば | 路線                                                                             | 方向 | 行先                 |
| ------ | -------------------------------------------------------------------------------- | ---- | -------------------- |
| 1・2   | 鹿児島本線                                                                       | 上り | 折尾・黒崎・小倉方面 |
| 2      | □特急「ソニック」「にちりんシーガイア」 「きらめき」「リレーかもめ」             | 上り | 折尾・黒崎・小倉方面 |
| 3・4   | 鹿児島本線                                                                       | 下り | 福間・香椎・博多方面 |
| 4      | □特急「ソニック」「にちりんシーガイア」 「きらめき」「リレーかもめ」「かささぎ」 | 下り | 福間・香椎・博多方面 |

- 1999年（平成11年）度からを進められた「赤間駅周辺整備事業」の一環として自由通路南北線が整備され、南・北口と改札フロアを結ぶ上りエスカレーターとエレベーターが設置された[15]。

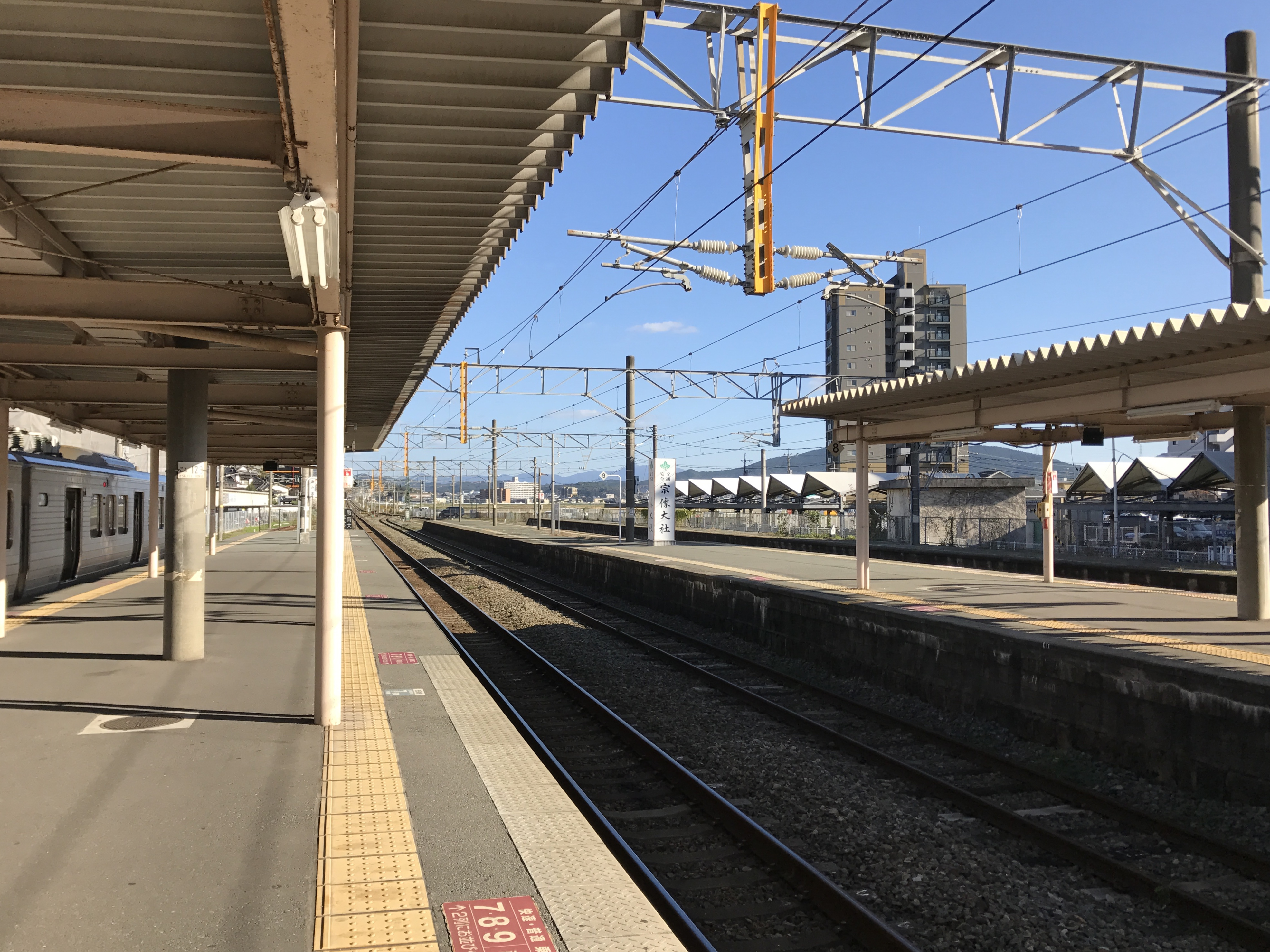
ホーム（2016年12月）
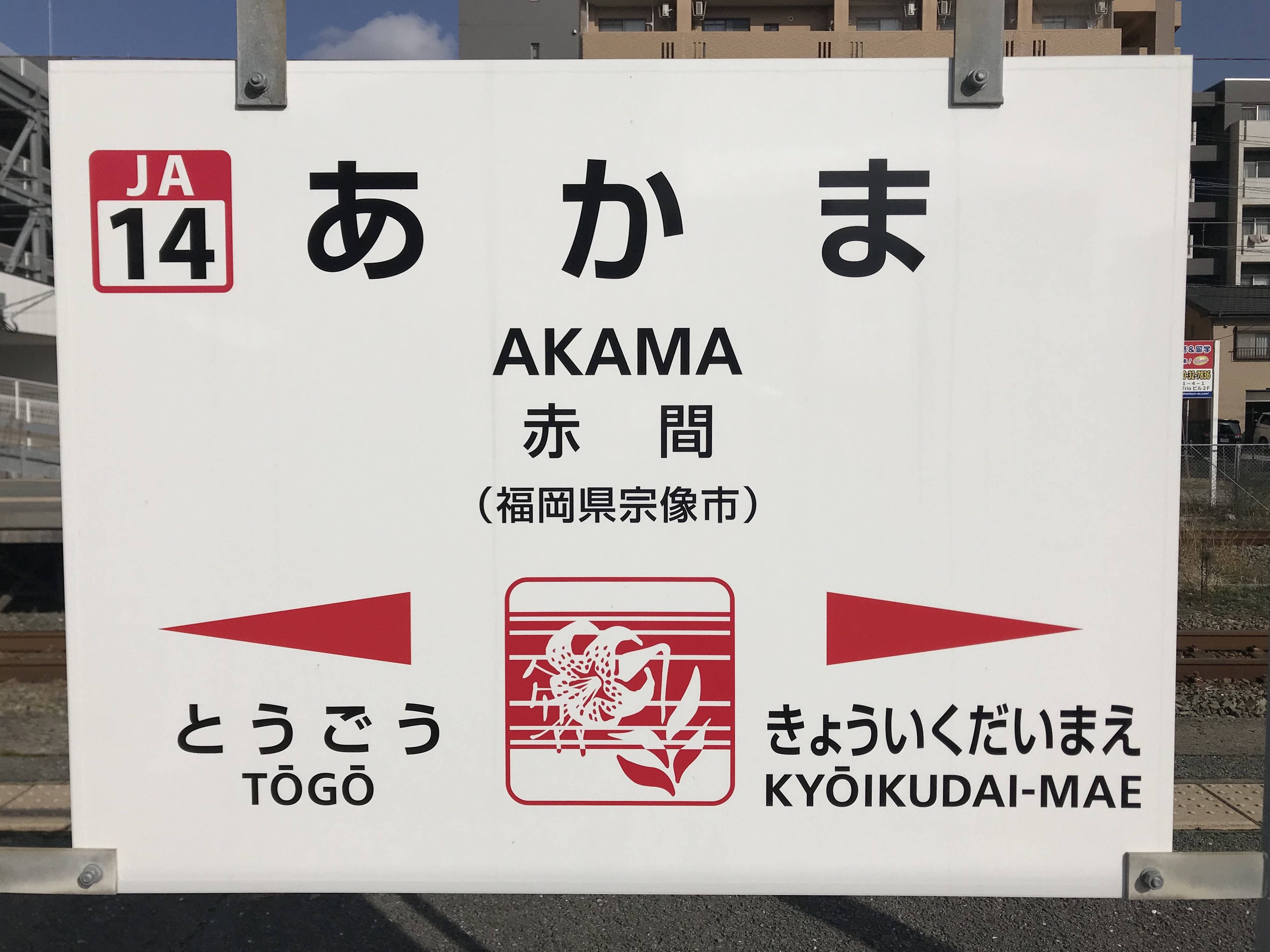
宗像市の花・カノコユリが描かれた駅名標（2019年2月）

## 停車列車
すべての快速・区間快速が停車する。
定期運行の特急列車のうち朝夕に運行される「きらめき」「リレーかもめ」「かささぎ」「にちりんシーガイア」は全て停車する。「ソニック」は朝夕に運行される全列車と、昼間に運行される列車のうち停車駅の多い列車が停車する。

## 駅弁
東筑軒がうどん店で駅弁も販売。主な駅弁は下記の通り。
- 大名道中駕籠かしわ
- かしわめし

## 利用状況
バス路線も多く、快速などの停車駅となっており、次の駅の教育大前駅の方が近い地区でも当駅を利用する場合もあるため、駅勢圏と呼ばれる駅の集客範囲は広めであり、これからも利用者が増加する見込みがある。
開業時から明治30年代までは、最多であった1900年（明治33年）度でも1日平均乗車人員は228人と不振であったため、貨物収入で損益の均衡を保った。
2023年度の1日平均乗車人員は7,511人であり、JR九州の駅としては第20位である。
| 年度               | 1日平均 乗降人員 | 定期 乗降人員 | 定期外 乗降人員 | 1日平均 乗車人員 | 順位 |
| ------------------ | ---------------- | ------------- | --------------- | ---------------- | ---- |
| 2000年（平成12年） | -                | -             | -               | 10,736           | 10位 |
| 2001年（平成13年） | -                | -             | -               | 10,586           | 12位 |
| 2002年（平成14年） | -                | -             | -               | 10,423           | 11位 |
| 2003年（平成15年） | -                | -             | -               | 10,326           | 13位 |
| 2004年（平成16年） | -                | -             | -               | 10,121           | 13位 |
| 2005年（平成17年） | -                | -             | -               | 9,918            | 13位 |
| 2006年（平成18年） | -                | -             | -               | 9,620            | 13位 |
| 2007年（平成19年） | -                | -             | -               | 9,488            | 14位 |
| 2008年（平成20年） | -                | -             | -               | 9,360            | 14位 |
| 2009年（平成21年） | 18,393           | 14,098        | 4,295           | 9,152            | 14位 |
| 2010年（平成22年） | 18,398           | 14,037        | 4,361           | 9,154            | 14位 |
| 2011年（平成23年） | 18,564           | 14,082        | 4,482           | 9,283            | 14位 |
| 2012年（平成24年） | 18,639           | 14,030        | 4,609           | 9,296            | 15位 |
| 2013年（平成25年） | 18,830           | 14,215        | 4,615           | 9,374            | 15位 |
| 2014年（平成26年） | 18,264           | 13,662        | 4,602           | 9,092            | 16位 |
| 2015年（平成27年） | 18,464           | 13,738        | 4,726           | 9,181            | 16位 |
| 2016年（平成28年） | 18,403           | 13,714        | 4,689           | 9,150            | 16位 |
| 2017年（平成29年） | 18,299           | 13,436        | 4,863           | 9,110            | 16位 |
| 2018年（平成30年） | -                | -             | -               | 8,938            | 17位 |
| 2019年（令和元年） | -                | -             | -               | 8,659            | 19位 |
| 2020年（令和02年） | -                | -             | -               | 6,582            | 17位 |
| 2021年（令和03年） | -                | -             | -               | 6,814            | 19位 |
| 2022年（令和04年） | -                | -             | -               | 7,275            | 20位 |
| 2023年（令和05年） | -                | -             | -               | 7,511            | 20位 |

## 駅周辺
当駅は、筑前二十一宿の一つとして数えられるほど江戸時代に栄えた唐津街道の宿場町・赤間宿の西側にある旧土穴村に開設された。
近隣にある生目八幡宮の南側にある低地はかつては入江で船着場となっており、釣川を通じて海とつながる水運の地であった。
駅開設時点では1889年（明治22年）の町村制施行時の9村合併により、赤間村の一部となっていた。現在は宗像市の中央部に位置している。
当地に駅が開設されたことで、周辺は幹線道路の開設と相俟って、宗像市の中心的な商店地区の1つとなった。
しかし、その一方で、旧赤間宿は衰退することになった。
1961年（昭和36年）6月の鹿児島本線電化を受けて「宗像森林都市」や製鉄団地等の住宅地の開発が進み、福岡市や北九州市へ通勤する住民が増加した。
南口側は、田久地区の約100万坪の用地を取得して「宗像森林都市」が民間企業により開発され、その一角には1966年（昭和41年）4月に東海大学と付属高校が開校した。
1999年（平成11年）度から「赤間駅周辺整備事業」が進められ、エレベーターとエスカレーターのある自由通路、北口と南口にバス・タクシー乗降場やロータリーのある駅前広場、駐車場や駐輪場、公園などを整備した。
しかし、この間の1999年（平成11年）11月にゆめタウン宗像（現：ビバモール赤間）、2000年（平成12年）11月にくりえいと宗像と大型商業施設の進出が相次いだ。
こうした大型商業施設の影響を受け、老朽化が進んでいた北口周辺地区は商業地としての機能が衰退する形となった。
そのため、駅周辺整備事業の一環として北口では約3.6haの土地区画整理事業も実施され、道路整備と宅地造成が行われた。

### 北口
- 赤間駅北口広場公園 - 面積約997m2でイベント開催を考慮して段差のない形で作られており[15]、夏と冬に祭りが開催されている。
- 赤間駅前郵便局
- 福岡県宗像警察署赤間駅前交番
- 宗像市消費生活センター[15]
- 福岡銀行赤間支店
- くりえいと宗像 - 2000年（平成12年）11月開業[44]。複数の敷地にまたがる建物で構成されている[注釈 4]。
- 西日本シティ銀行赤間支店(サンリブ内）
- 北九州銀行宗像店
- 赤間ステーションホテル
- 赤間西コミュニティセンター
- 土穴商店街[46]
- 城山家具[46]
- ナフコ宗像店[46]

以下はバス等の交通機関による連絡
- 増福院（山田地蔵尊）
- 宗像自動車学校
- 宗像大社

### 南口
- 釣川
- ビバモール赤間 - 1999年（平成11年）11月19日に「ゆめタウン宗像」として開業[42]。その後2020年（令和2年）12月5日に現名称に改称[43]。徒歩5分[42]。
- 自由ヶ丘 - 森林都市株式会社によって開発された住宅団地[1]。東海大学及び付属高校・幼稚園もその一角である[1]。
- 東海大学付属福岡高等学校 - 1966年（昭和41年）4月1日に開校[1]。
- 東海大学福岡短期大学 - 1966年（昭和41年）4月1日に東海大学福岡校舎として開校[1]。1990年（平成2年）3月3日に東海大学福岡教養部の閉校式を行い、同年4月3日に開学[1]。2018年に廃止。

以下はバス等の交通機関による連絡
- 国道3号
- 日本赤十字九州国際看護大学

## バス路線
北口・南口それぞれにバス停があり、ともに駅舎を出てすぐのロータリーで乗降車できる。バスの時刻表は駅構内でも確認することができる。沿線の住宅地をまわる路線で通勤・通学客の利用がある。
| 運行事業者   | 系統・行先                                                                                        |
| 赤間駅前     | 赤間駅前                                                                                          |
| ------------ | ------------------------------------------------------------------------------------------------- |
| 西鉄バス宗像 | 1・3・26・26A：赤間営業所 3：鐘崎車庫 26A：天神                                                   |
| 赤間駅北口   |                                                                                                   |
| ふれあいバス | サンリブ / 赤間営業所 /（循環）赤間駅北口                                                         |
| 赤間駅南口   |                                                                                                   |
| 西鉄バス宗像 | 8：赤間営業所 / 青葉台入口 8-1：自由が丘南西通り方面（循環） 8-2：広陵台児童公園前 / 日赤看護大学 |
| ふれあいバス | サンリブ                                                                                          |

## かつて存在した路線・未実現路線

### 石炭運般用ケーブル
宗像郡玄海町池田にあった大和炭鉱から石炭を運び、当駅で貨物列車に積み込んでいた。
なお、同炭鉱は1948年（昭和23年）1月に操業を開始し、1956年（昭和31年）から1959年（昭和34年）には月産約3000トンを出炭したが、1960年（昭和35年）には月産約500トンへ減少し、後に閉山となった。

### 未実現路線
- 赤間鉄道

1896年（明治29年）11月に鉄道免許出願中となっていた福岡県内53社の中で、2社が当駅から吉武村を経由して鞍手郡西川村（現・鞍手町）までの鉄道計画の申請を行っていた。
- 津屋崎鉄道

1896年（明治29年）11月に鉄道免許出願中となっていた福岡県内53社の中で、津屋崎町から当駅に至り、途中から先述の赤間鉄道と同じ経路で当駅を通過して鞍手郡宮田村から大隈町までの鉄道計画の申請を行っていた。
- 鞍宗軌道

1912年（明治45年）に計画されたもので、当駅から鞍手郡西川村を経由して植木町までの鉄道を目指していた。
- 宗像地方鉄道

1926年（大正15年）7月29日に鉄道省から免許を取得したもので、当駅から東郷町と田島村を経由して神湊町までを釣川沿いに伸びる路線を計画していた。

## 隣の駅
九州旅客鉄道（JR九州）
 鹿児島本線
- 特急「きらめき」「リレーかもめ」「かささぎ」「にちりんシーガイア」停車駅
- 特急「ソニック」一部停車駅

■快速
海老津駅 (JA16) - 赤間駅 (JA14) - 東郷駅 (JA13)
■区間快速
海老津駅 (JA16) - （下りの一部教育大前駅 (JA15)） - 赤間駅 (JA14) - 東郷駅 (JA13)
■普通
教育大前駅 (JA15) - 赤間駅 (JA14) - 東郷駅 (JA13)